# Madhawapur
Madhawapur (en népalais : मधवापुर) est un comité de développement villageois du Népal situé dans le district de Saptari. Au recensement de 2011, il comptait 5 730 habitants.